# Allomyella frigida
Allomyella frigida är en tvåvingeart som först beskrevs av Holmgren 1883.  Allomyella frigida ingår i släktet Allomyella och familjen kolvflugor. Arten är reproducerande i Sverige. Inga underarter finns listade i Catalogue of Life.